# MOIRE
Pour les articles homonymes, voir Moire (homonymie).

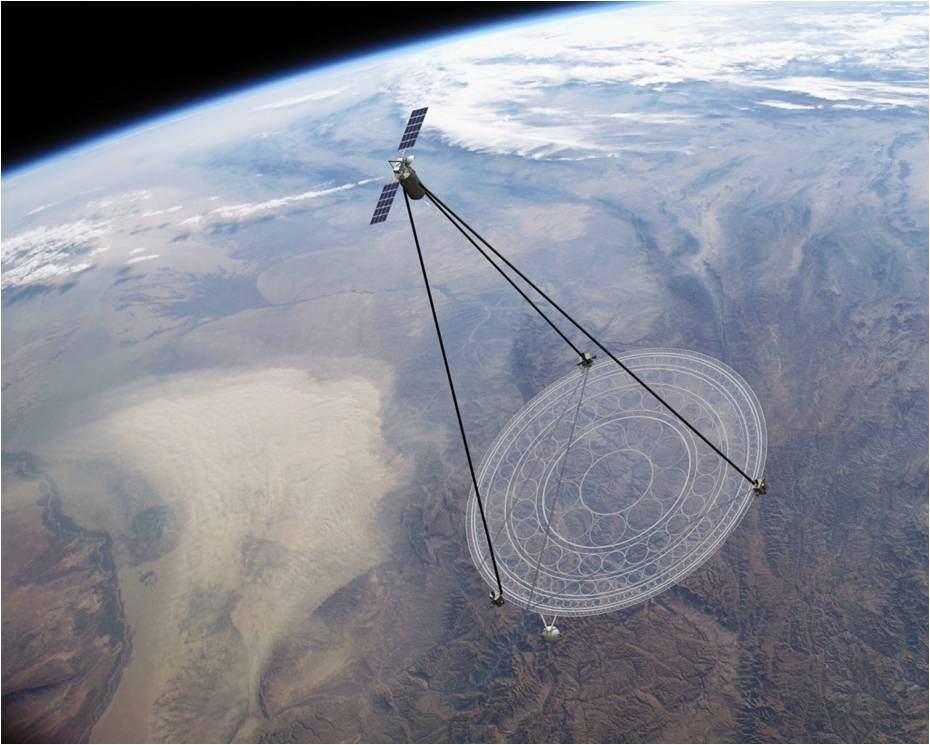
Dessin d'artiste du projet de satellite de reconnaissance optique MOIRE.

MOIRE (Membrane Optical Imager for Real Time Exploitation) est un programme de développement technologique  de l'agence de la recherche militaire américaine Defense Advanced Research Projects Agency lancé au début des années 2010 et confié à la société Ball Aerospace & Technologies, dont l'objectif est de démontrer la faisabilité d'un satellite de reconnaissance en orbite géostationnaire fournissant des images en temps réel ayant une résolution de l'ordre du mètre.

## Présentation
Les satellites d'observation de la Terre sont principalement placés en orbite héliosynchrone (700 km), relativement près de la surface terrestre afin de pouvoir prendre des images d'une résolution pouvant descendre jusqu'à quelques dizaines de cm. Le choix de cette orbite les empêche cependant d'observer un point du globe de façon permanente : au mieux, ils survolent un même endroit toutes les quelques heures. Il existe une autre famille de satellites d'observation, placés en orbite géostationnaire, qui eux peuvent observer un même point en permanence. Du fait de leur distance à la surface terrestre (36 000 km), leur résolution est limitée et ils servent aux observations météorologiques. En effet, obtenir une résolution de un mètre depuis l'orbite géostationnaire nécessite un miroir de 20 mètres de diamètre, qui serait extrêmement lourd et cher s'il fallait utiliser les technologies actuelles et qu'aucun lanceur ne pourrait placer en orbite.
MOIRE vise à résoudre ce problème en utilisant une membrane optique diffractive, : le miroir réfléchissant du télescope est remplacé par une membrane beaucoup plus légère qui diffracte la lumière. Cette membrane étant souple, il est possible de la stocker pliée et de la déployer une fois dans l'espace, ce qui permet de s'affranchir des limitations de diamètre de coiffe des lanceurs. Le but du programme est de prouver que cette technique est réalisable à un coût abordable (moins de 500 millions de dollars américains par satellite) par des démonstrations au sol. Si elles sont probantes, la DARPA envisage de mettre en orbite un démonstrateur de 10 m de diamètre, puis un système opérationnel de 20 m de diamètre pouvant fournir une image de 10 x 10 km avec une résolution de 1 mètre, rafraîchie toutes les secondes,.

## Technologie
Ball Aerospace estime que les membranes optiques diffractives sont au moins sept fois plus légères au mètre carré qu'un miroir et a montré en réalisant des prototypes que les couts et les délais sont bien inférieurs à une solution classique. La membrane est réalisée par lithographie et peut donc être réalisée en série. L'effet diffractif est obtenu en changeant localement son épaisseur. Pour obtenir une ouverture de 10 m. de diamètre plusieurs membranes sont assemblées sur une structure rigide. L'orientation de chaque membrane peut être modifiée pour former une image cohérente sur le plan focal. La synchronisation des différents segments est le point le moins avancé du projet tandis que la mécanique de déploiement, la formation d'une image par un unique segment et la stabilité thermique ont été testés avec succès.
La DARPA finance également un autre projet de satellite à membrane diffractive appelé FalconSat-7, qui aura une membrane de 20 cm de diamètre.
L'utilisation de membranes n'a pas que des avantages : leur efficacité est limitée à 30-55 % (contre plus de 90 % pour un miroir classique), et seule une bande de longueurs d'onde étroite peut être utilisée, ce qui réduit la capacité à collecter des photons par rapport à un système classique.